# Fatma Karasu
Fatma Karasu (* 5. Mai 1996 als Fatma Demir) ist eine türkische Langstreckenläuferin, die auch im Hindernislauf an den Start geht.

## Sportliche Laufbahn
Erste internationale Erfahrungen sammelte Fatma Karasu im Jahr 2016, als sie bei den Balkan-Meisterschaften in Pitești in 9:43,20 min die Silbermedaille im 3000-Meter-Lauf hinter der Rumänin Roxana Rotaru gewann. Im Dezember wurde sie bei den Crosslauf-Europameisterschaften in Chia nach 21:16 min 44. im U23-Rennen. Im Jahr darauf gewann sie bei den Balkan-Meisterschaften in Novi Pazar in 10:35,12 min die Silbermedaille über 3000 m Hindernis hinter der Rumänin Adela Bălțoi. Anschließend gelangte sie bei der Sommer-Universiade in Taipeh nach 1:23:41 h auf den 14. Platz im Halbmarathon. Bei den Halbmarathon-Balkan-Meisterschaften 2018 in Sarajevo belegte sie in 1:21:35 h den achten Platz und im Jahr darauf wurde sie bei den Studentenweltspielen in Neapel nach 1:17:35 h Zehnte. Anschließend belegte sie bei den Balkan-Meisterschaften in Prawez in 17:50,77 min den sechsten Platz im 5000-Meter-Lauf und gelangte mit 11:10,33 min auf Rang vier im Hindernislauf. Bei den Halbmarathon-Weltmeisterschaften 2020 in Gdynia lief sie nach 1:12:57 h auf dem 59. Platz ein und bei den Crosslauf-Europameisterschaften 2021 in Dublin wurde sie nach 28:46 min 20. im Einzelrennen. 2023 wurde sie bei der 1. Liga der Team-Europameisterschaft im Rahmen der Europaspiele in Chorzów nach 15:56,63 min 13. über 5000 Meter. Im August gewann sie bei den World University Games in Chengdu in 34:10,97 min die Bronzemedaille im 10.000-Meter-Lauf hinter der Chinesin Xia Yuyu und ihrer Landsfrau Yayla Gönen und im Halbmarathon sicherte sie sich nach 1:14:28 h ebenfalls die Bronzemedaille hinter der Japanerin Hikaru Kitagawa und ihrer Landsfrau Gönen. Zudem sicherte sie sich in der Teamwertung die Goldmedaille.
In den Jahren 2018 und 2019 wurde Karasu türkische Meisterin im 5000-Meter-Lauf sowie 2023 über 10.000 Meter.

## Persönliche Bestzeiten
- 3000 Meter: 9:12,89 min, 5. Juli 2023 in Izmir
- 5000 Meter: 15:56,63 min, 23. Juni 2023 in Chorzów
- 10.000 Meter: 32:51,86 min, 6. Mai 2023 in Mersin
- Halbmarathon: 1:11:30 h, 20. Februar 2022 in Trabzon
- 3000 m Hindernis: 10:01,13 min, 12. Juni 2022 in Bursa